# Anamnese (saúde)

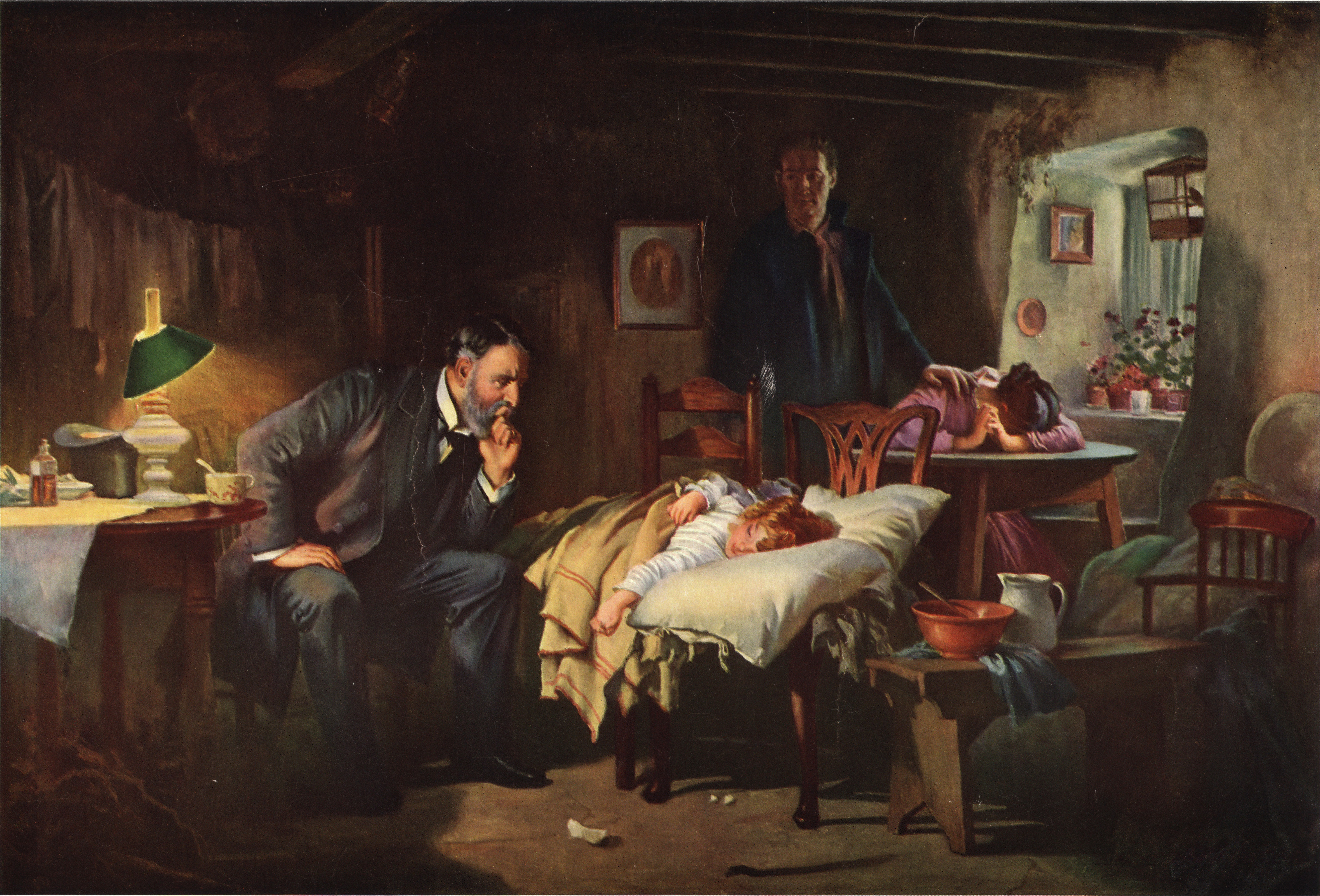
Médico fazendo uma anamnese. (The Doctor, por Luke Fildes, 1891)

Anamnese (do grego ana, trazer de novo e mnesis, memória) é uma entrevista realizada pelo profissional de saúde ao seu doente, que tem a intenção de ser um ponto inicial no diagnóstico de uma doença, ou uma resposta humana aos processos vitais no caso do profissional Enfermeiro. Em outras palavras, é uma entrevista em que o profissional de saúde ajuda o paciente a relembrar todos os fatos que se relacionam com a doença e à pessoa doente. Cerca de 85% das anamneses, quando bem fundamentadas, são capazes de determinar o diagnóstico de uma doença clínica, liberando 10% para o exame clínico (físico) e apenas 5% para os exames laboratoriais ou complementares.
A anamnese é também referenciada como Anamnese Corporal, Ficha de Anamnese ou Anamnese Corporal Completa. 
Uma anamnese, como qualquer outro tipo de entrevista, tem formas ou técnicas corretas de serem aplicadas. Ao seguir as técnicas, pode-se aproveitar ao máximo o tempo disponível para o atendimento, o que produz um diagnóstico seguro e um tratamento correto. Após a anamnese é realizado o exame físico, onde se procuram os sinais da doença.

## Elementos da Anamnese
Identificação: A identificação é o início do relacionamento com o paciente. Adquire-se o nome, idade, sexo, etnia, estado civil, grau de escolaridade, profissão, ocupação atual, naturalidade, procedência*, residência, nome da mãe, nome do cuidador, religião e plano de saúde.
*Procedência: refere-se à residência anterior do paciente. Por exemplo, se o paciente mora em Goiânia (GO), mas veio de Boa Vista (RR), deve-se registrar essa última localidade.
Queixa principal (QP): Em poucas palavras, o profissional registra a queixa principal, o motivo que levou o paciente a procurar ajuda.
História da doença atual (HDA): No histórico da doença atual é registrado tudo que se relaciona quanto à doença actual: sintomatologia, época de início, história da evolução da doença, entre outros. A clássica tríade: Quando, como e onde isto é quando começou, onde começou e como começou.
Antecedentes pessoais (HMP): Adquire-se informações sobre toda a história médica do paciente, mesmo das condições que não estejam relacionadas com a doença atu. O obtemos uma visão geral do paciente analisando-o desde seu nascimento, infância, adolescência até a fase adulta.
Histórico familiar (HF): Neste histórico é perguntado ao paciente sobre sua família e suas condições de trabalho e vida. Procura-se alguma relação de hereditariedade das doenças, tendo em vista a possibilidade também de afecções contagiosas. Caso o familiar envolvido já tenha falecido, informar causa e idade do óbito.
Hábitos de vida (HPS): Procura-se a informação sobre a ocupação do paciente, como: onde trabalha, onde reside, se é tabagista, alcoolista ou faz uso de outras drogas e hábitos alimentares Se viajou recentemente, se possui animais de estimação (com a finalidade de verificar alguma associação de patologias transmissíveis provenientes destes). Suas atividades recreativas, se faz uso de algum tipo de medicamentos (inclusive os da medicina alternativa), uma vez que estas informações são muito valiosas para o médico levantar hipóteses de diagnóstico.
Condições Socioeconômicas e Culturais: Nesse momento busca-se entender o meio social do paciente e as condições em que vive. É necessário questionar sobre o modo em que ele vive, se reside em zona rural ou urbana, se em local próprio, alugado ou cedido, quantos moradores dividem o local, se o imóvel é de alvenaria, quantidade de cômodos da residência, se desfruta de serviços de saneamento básico e esgoto, se faz uso de água tratada, potável. 
Revisão de sistemas: Esta revisão, também conhecida como interrogatório sintomatológico, anamnese especial/específica ou Interrogatório Sobre os Diversos Aparelhos (ISDA), consiste num interrogatório de todos os sistemas do paciente, permitindo ao médico levantar hipóteses de diagnósticos.

## Caracterização da dor
As principais perguntas que se referem à dor, nos dão bons indicativos para continuação da anamnese. São elas:
- Onde dói? (o paciente deve mostrar o local)
- Quando começou?
- Como começou? (súbito ou progressivo)
- Como evoluiu? (como estava antes e como está agora)
- Qual o tipo da dor? (queimação, pontada, pulsátil, cólica, constritiva, contínua, cíclica, profunda, superficial)
- Qual a duração da crise? (se a dor for cíclica)
- É uma dor que se espalha ou não?
- Qual a intensidade da dor? (forte, fraca ou usar escala de 1 a 10)
- A dor impede a realização de alguma tarefa?
- Em que hora do dia ela é mais forte?
- Existe alguma coisa que o sr. faça que a dor melhore?
- E que piora?
- A dor é acompanhada de mais algum sintoma?

### Questionário
As perguntas a serem feitas ao pacientes dividem-se em 3 tipos: abertas, focadas e fechadas. 
- Perguntas Abertas - As do tipo abertas devem ser feitas de tal maneira que o paciente se sinta livre para expressar-se, sem que haja nenhum tipo de restrição. Ex: "O que o (a) sr. (sra.) está sentindo?".

- Perguntas Focadas - As focadas são tipos de perguntas abertas, porém sobre um assunto específico, ou seja, o paciente deve sentir-se à vontade para falar, porém agora sob um determinado tema ou  sintoma apenas. Ex: "Qual parte dói mais? ".

- Perguntas Fechadas -  As perguntas fechadas servem para que o entrevistador complemente o que o paciente ainda não falou, com questões diretas de interesse específico. Ex: "A perna dói quando o (a) sr. (sra.) anda ou quando o (a) sr. (sra.) está parado?".

## ISDA (Interrogatório Sobre os Diversos Aparelhos)

### Sintomas Gerais
- emagrecimento
- astenia
- anorexia
- mialgias
- febre

### Cabeça e Pescoço
- queda de cabelo
- dor, tumorações em couro cabeludo
- bócio
- mixedema
- inflamação
- alopecia
- rouquidão
- parasitoses

#### Olhos
- diminuição da acuidade visual
- fosfenas
- escotomas
- teicopsia
- fotofobia
- nictalopia
- moscas-volantes
- epífora
- diplopia
- hemianopsia
- metamorfopsia
- hiperemia conjuntival
- xeroftalmia
- amaurose
- nistagmo
- turvação
- secreção ocular
- dor

#### Orelha
- diminuição da acuidade auditiva
- hipoacusia
- anacusia
- hiperacusia
- normoacusia
- otorréia
- otorragia
- dor
- zumbido
- vertigem
- acúfenos

#### Nariz
- dor
- espirro
- obstrução
- coriza
- epistaxe
- hiposmia
- cacosmia
- anosmia
- parosmia
- rinolalalia
- rinorréia

### Aparelho Respiratório
- dor à inspiração
- tosse
- expectoração
- sibilos
- dispnéia
- ortopnéia
- trepopnéia
- dispnéia paroxística noturna
- hemoptise
- asma noturna

### Aparelho Circulatório
- precordialgia
- palpitação
- claudicação intermitente
- varizes
- hipertensão
- hipotensão
- telangiectasia

### Aparelho Gastro-Intestinal
- prótese dentária
- anorexia
- disfagia
- odinofagia
- bulimia
- picacismo
- parageusia
- ageusia
- hipoageusia
- gengivorragia
- quilose
- quilite
- saburra
- macroglossia
- alterações motoras da língua
- dor na língua
- sialorréia
- xerostomia
- pirose
- regurgitação
- ruminação
- singulto
- eructação
- fezes em cíbalas
- meteorismo
- rolamento
- ronco
- diarréia
- disenteria
- dor anal
- puxo
- tenesmo
- prolapso
- fissura anal
- dispepsia biliar
- melena
- fezes acólicas
- vermes nas fezes
- pus nas fezes
- flatulência
- esteatorréia
- creatorréia
- aumento do número de evacuações
- obstipação
- fezes com muco
- enterorragia
- hemetemese
- halitose
- naúseas
- emese
- dor epigástrica
- intolerância alimentar
- polidipsia

### Aparelho Gênito-Urinário
- polaciúria
- poliúria
- oligúria
- anúria
- noctúria
- nictúria
- disúria
- hematúria
- piúria
- fecalúria
- quilúria
- pneumatúria
- incontinência urinária
- estrangúria
- urgência miccional
- enurese
- tenesmo vesical
- dificuldade para iniciar a micção
- uretrorragia
- dor uretral
- jato urinário fino
- jato urinário bífido

#### Homem
- lesões penianas
- ulcerações
- corrimento
- epispadia
- hipospadia
- impotência sexual
- priapismo
- varicocele

#### Mulher
- menarca
- duração do ciclo menstrual
- menopausa
- climatério
- eumenorréia
- oligomenorréia
- menorragia
- hipermenorréia
- hipomenorréia
- hipermenorragia
- hipoligomenorréia
- espaniomenorréia
- polimenorréia
- prolomenorréia
- amenorréia
- dismenorréia
- exmenorréia
- metrorragia
- dispareunia
- sinusiorragia
- tumoração
- HPV - Vírus do  papiloma humano ou Papilomavírus humano
- corrimento
- ulceração
- frigidez
- galactorréia

### Sistema Nervoso
- cefaleia
- hiperestesia
- hipoestesia
- anestesia
- parestesia
- hiperalgesia
- tontura
- vertigem
- lipotimia
- síncope
- confusão mental
- plegia
- agitação psicomotora
- mioclonias
- alterações de marcha
- movimentos involuntários
- paraparesia
- tiques
- paresia
- afasia
- convulsões
- diminuição da concentração
- diminuição de memória
- sonolência
- insônia
- torpor
- letargia

### Psiquismo
- alucinações
- idéias delirantes e compulsivas
- depressão

### Sistema Locomotor
- câimbras
- dor articular
- mialgias
- rigidez matinal
- deformações

## Formas de registo
Sendo o registo da anamnese requerido para o bom tratamento dos pacientes, a anamnese, via de regra, é anotada por escrito utilizando-se papel e caneta. Normalmente a anotação torna-se parte do prontuário médico do paciente, estando disponível para consulta futura.
Com a utilização de computadores nos consultórios e hospitais muitos profissionais utilizam estes equipamentos para fazerem o registro das anamneses de seus pacientes.
Os sistemas de registro de anamnese computadorizados contam com fichas especiais personalizadas para a especialidade que melhoram a precisão da informação e a clareza do registro médico.